# Нова Руда (Великопольське воєводство)
Нова Руда (пол. Nowa Ruda) — село в Польщі, у гміні Вежбінек Конінського повіту Великопольського воєводства.
У 1975-1998 роках село належало до Конінського воєводства.